# Carte des nucléides

Carte des nucléides.

La carte des nucléides permet de décrire certaines propriétés des nucléides de manière graphique simple en les inscrivant sur un système d'axes nombre de neutrons / numéro atomique (nombre de protons). Ce type de représentation remonte à mars 1934, avec une première tentative de Giorgio Fea ; elle sera suivie de nombreuses autres, dont celle d'Emilio Gino Segrè en 1945 : le diagramme de Segrè. Cet outil, célèbre dans la communauté nucléaire, a connu diverses évolutions avec les versions classiques, comme la Carte des nucléides de Karlsruhe (en) depuis 1958, ou le diagramme universel des nucléides de Strasbourg (Strasbourg Universal Nuclide Chart) en 1992, de même que des versions en ligne mises en place par de nombreuses institutions nationales.

## Principe
La carte des nucléides organise leur répartition le long de l'axe X (abscisse) suivant leur nombre de neutrons et le long de l'axe Y (ordonnée) suivant leur nombre de protons. Extension du tableau périodique des éléments qui permet seulement de décrire les propriétés chimiques des éléments, cette représentation donne accès à tous les isotopes d'un même élément qui diffèrent par leur nombre de neutrons et donc par leurs caractéristiques radioactives.
Des codes de couleur permettent de distinguer, soit la stabilité des nucléides (en noir sur la figure), soit -s'ils sont instables- leur mode de désintégration dominant : émission de proton ou de neutron, fission (pour les noyaux lourds), radioactivités α (jaune), β+ (orange) et β- (bleu).

## Tendances dans la carte des nucléides
- Les isotopes sont des nucléides avec le même nombre de protons (Z) mais un nombre de neutrons (N) différent. Ils ont donc le même numéro atomique (Z) et appartiennent tous au même élément chimique. Les isotopes sont donc voisins sur une même rangée horizontale de la carte des nucléides. Exemples d'isotopes : carbone 12, carbone 13, carbone 14.
- Les isotones sont des nucléides avec le même nombre de neutrons (N) mais un nombre de protons (Z) différent. Les isotones sont donc voisins dans une même colonne verticale de la carte des nucléides. Exemple d'isotones : carbone 14, azote 15, oxygène 16.
- Les isobares sont des nucléides avec le même nombre de nucléons (Z + N, ou nombre de masse) mais un nombre de protons (Z) et de neutrons (N) différents. Les isobares sont voisins en diagonale d'en bas à droite vers en haut à gauche. Exemples d'isobares : carbone 14, azote 14, oxygène 14.
- La vallée de stabilité[1] est une région de la carte des nucléides qui contient la plupart des isotopes stables.
- Jusqu'au numéro atomique Z=20, les noyaux stables ont en général un nombre égal de protons et de neutrons. Au-delà, les noyaux stables ont un excès de neutrons, en raison de l'importance croissante avec Z de la répulsion coulombienne (voir modèle de la goutte liquide).
- Les lignes en pointillés déterminent les noyaux qui ont un nombre magique de protons ou de neutrons ; ils ont une stabilité accrue car leurs couches sont complètes.
- Les effets d'appariement entre nucléons de spin opposé favorisent la stabilité des noyaux ayant un nombre pair de neutrons et/ou de protons. Aussi seuls 5 nucléides sont stables avec un nombre impair de protons et un nombre impair de neutrons (le plus lourd est le181Ta).
- La "drip line" des neutrons, en bas à gauche, détermine la limite au-delà de laquelle les nucléides se désintègrent par émission de neutrons
- La "drip line" des protons, en haut à droite, détermine la limite au-delà de laquelle les nucléides se désintègrent par émission de protons.
- Il n'y a pas d'élément possédant des isotopes stables avec un numéro atomique Z supérieur à celui du plomb (Z = 82). Seuls deux éléments avec un numéro atomique Z inférieur à 82 n'ont pas d'isotope stable : le technétium (Z = 43) et le prométhium (Z = 61).

## La recherche de nouveaux nucléides
La recherche de nouveaux nucléides (noyaux exotiques) et de leurs propriétés est toujours active auprès des accélérateurs équipés pour l'accélération des noyaux (ions lourds), comme le GANIL à Caen en France, le GSI de Darmstadt (Allemagne) ou le Riken de Tokyo (Japon). Par exemple, l'étude des noyaux proches de la drip line des protons, comme le 45 Fe (voir ref.) et le 54Zn (voir ref.), a permis la première mise en évidence expérimentale de la double radioactivité proton. Mais la recherche la plus active est la production des noyaux transuraniens (superlourds) dans la recherche d'un éventuel Îlot de stabilité, prévu par certains modèles théoriques.